# Easy Rider
Easy Rider es una película independiente dramática estadounidense del subgénero road movie de 1969 dirigida por Dennis Hopper e interpretada por él mismo con Peter Fonda y Jack Nicholson como actores principales. Está inspirada en la película italiana La escapada de 1962.[cita requerida]
Ganadora de numerosos premios y candidata a otros muchos, la película Easy Rider es considerada un hito de la contracultura de 1960 y un paradigma fundamental en la historia del cine de su país y del mundo. Es una de las precursoras de la producción independiente, y con ella se recaudó cien veces más que su costo de producción.

## Sinopsis

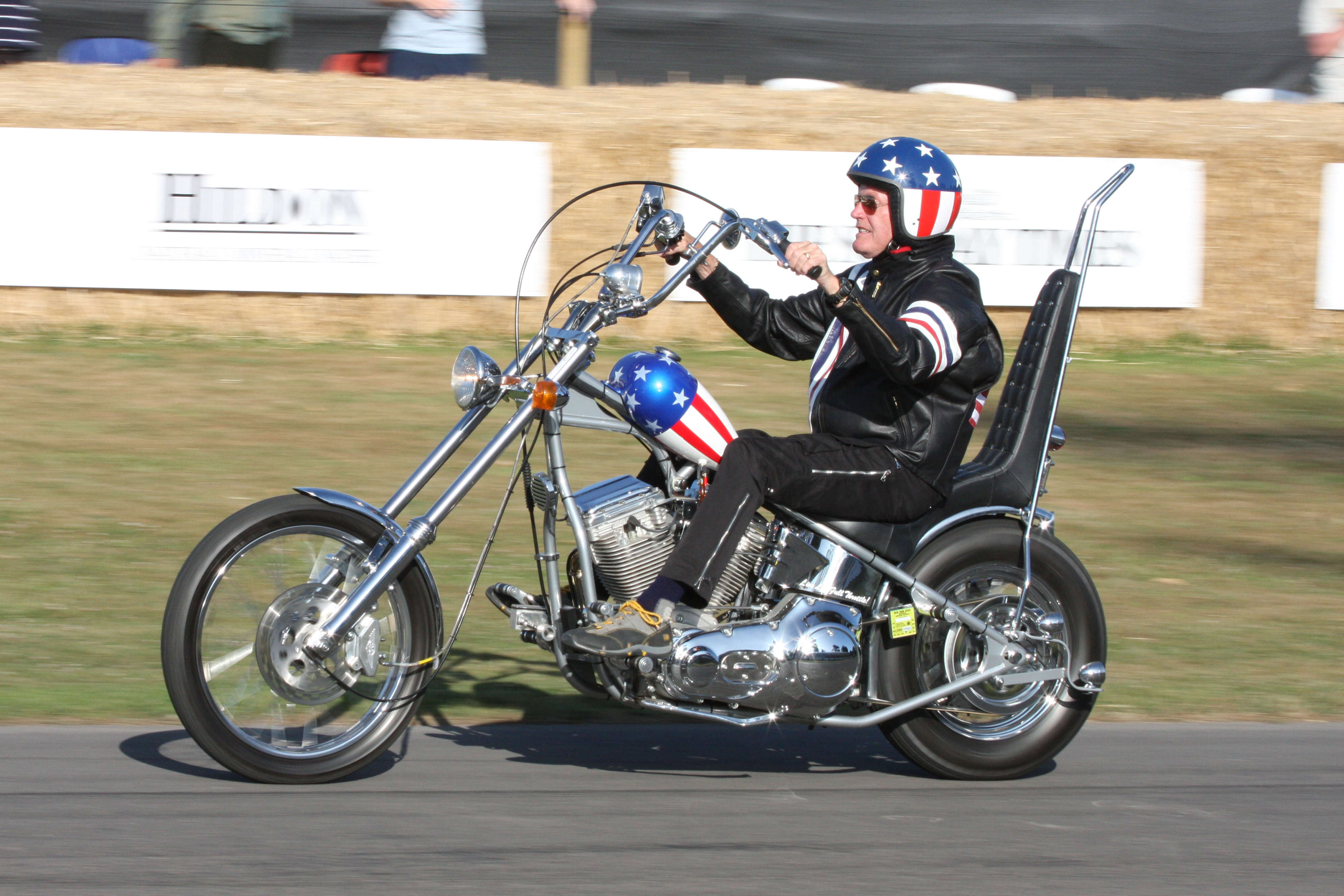
Peter Fonda monta una réplica de la motocicleta «Captain America» utilizada en Easy Rider.

Billy (Dennis Hopper) y Wyatt (Peter Fonda) son dos jóvenes que se embarcan en un viaje cruzando el suroeste y sur de Estados Unidos con el objetivo de asistir al carnaval Mardi Gras en Nueva Orleans. Para financiar su viaje, se sirven del tráfico de cocaína en la frontera con México. Con sus motocicletas emprenden un viaje en el que conocen diversas caras de la sociedad estadounidense.
En el camino se encuentran a diversos y poco habituales personajes, un ranchero y su familia, un autoestopista hippie, acaban siendo arrestados en un pueblecito por desfilar sin un permiso, donde conocen a George (Jack Nicholson), un abogado alcohólico que les saca de la cárcel y luego decide unirse a ellos. 
En un pequeño pueblo de Luisiana, el trío atrae la atención de los lugareños, que terminan atacándolos a palos durante la noche, resultando en la muerte de George. Billy y Wyatt consiguen llegar a Nueva Orleans y disfrutar del Mardi Gras. Tras pasar una noche con prostitutas y consumiendo LSD, Wyatt y Bill emprenden su viaje a Florida, pero en el camino son atacados por dos hombres en una furgoneta, que les disparan por asustarlos y terminan matándolos. La moto de Wyatt se incendia junto a su cuerpo sin vida, y una toma aérea de la escena marca el trágico final de su aventura.

## Reparto
- Peter Fonda - Wyatt
- Dennis Hopper - Billy
- Jack Nicholson - George Hanson
- Luke Askew - como un extraño en la carretera
- Toni Basil - Mary
- Karen Black - Karen
- Phil Spector - Connection
- Sandy Brown Wyeth - Joanne (acreditada como Sandy Wyeth)
- Luana Anders - Lisa
- Tita Colorado - la esposa del ranchero
- Warren Finnerty - ranchero
- Mac Mashourian - guardaespaldas
- Antonio Mendoza - Jesús
- Sabrina Scharf - Sarah
- Robert Walker Jr. - Jack (acreditado como Robert Walker)

Entre los actores secundarios en la escena de la comuna estaban Bridget Fonda, Dan Haggerty y Carrie Snodgress. El cantante Jim Sullivan también tiene una breve aparición.

## Banda sonora
La banda sonora, con temas de Byrds, Steppenwolf, The Band y Jimi Hendrix, que cedieron los derechos de las canciones -caso único e inaudito en la historia del rock- es igualmente importante, pues la misma contribuye a crear el tono libertario del filme.
Lista:
1. Steppenwolf – The Pusher
2. Steppenwolf – Born to Be Wild
3. The Band -The Weight
4. The Byrds – Wasn't Born to Follow
5. The Holy Modal Rounders – If You Want to Be a Bird
6. Fraternity of Man – Don't Bogart Me
7. The Jimi Hendrix Experience – If 6 Was 9
8. The Electric Prunes – Kyrie Eleison (When The Saints)
9. Roger McGuinn – It's Alright Ma (I'm Only Bleeding)
10. Roger McGuinn – Ballad of Easy Rider

Easy Rider sería igualmente el título de un tema del grupo Iron Butterfly, durante la década de los 60, y de un álbum de The Byrds.

## Recepción

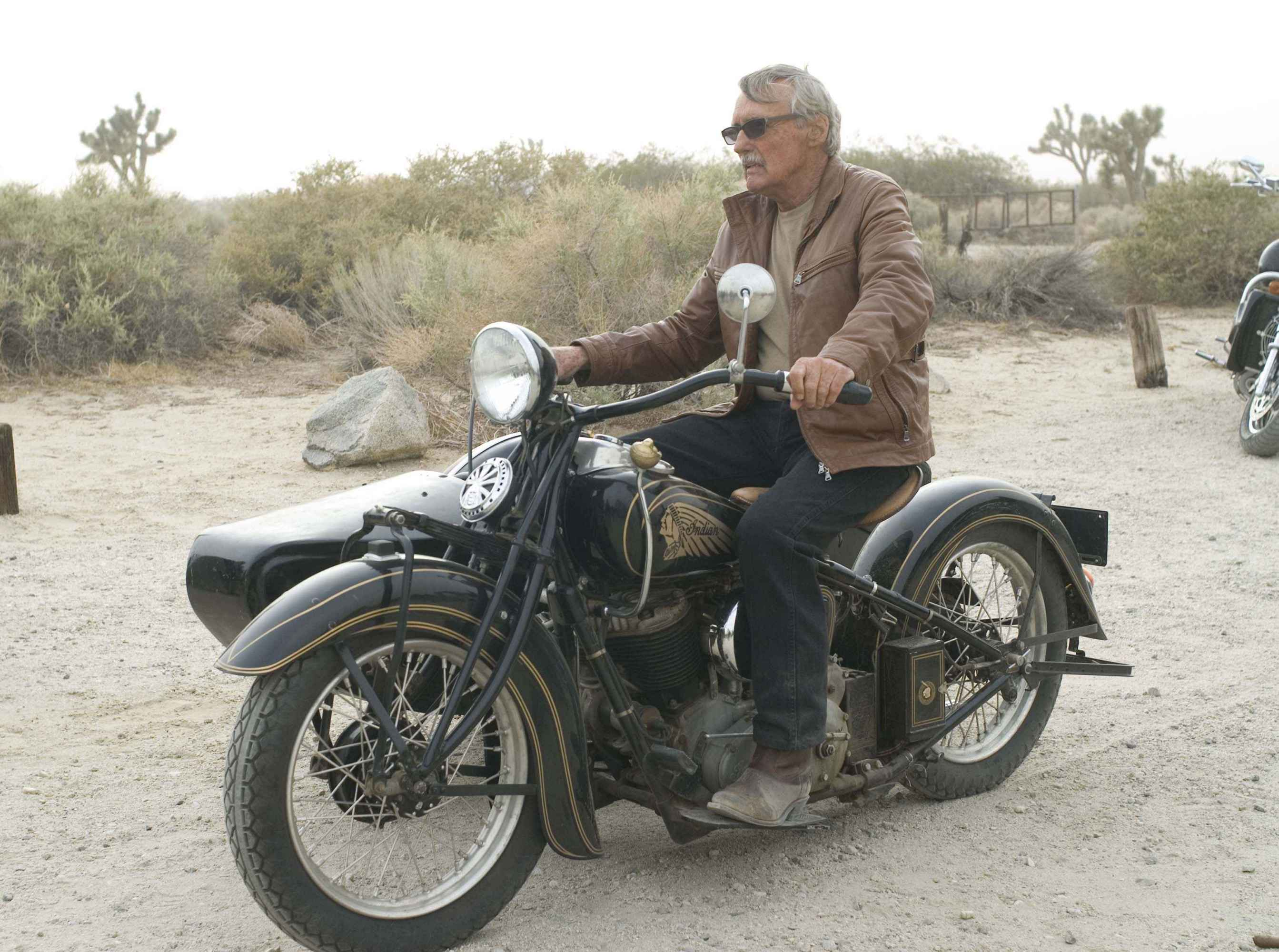
Dennis Hopper, el director, protagonista y uno de los guionistas del film. Su imagen quedaría para siempre asociada a su papel en la película.

Desde el momento de su estreno se convirtió en referencia para toda una generación de motociclistas y simpatizantes de la contracultura estadounidense. Su inesperado éxito llevó a su director a un relativo estrellato que no administró bien, pues como modesta producción independiente, fue una de las más taquilleras de esos años, recaudando 100 veces más de su coste inicial.

### Premios y reconocimientos
Hopper recibió el premio Mejor ópera prima (Prix de la première œuvre) en el Festival de Cannes de 1969. La película obtuvo dos candidaturas a los premios Óscar: mejor actor de reparto (Jack Nicholson) y mejor guion original (Peter Fonda, Dennis Hopper, Terry Southern).
La película apareció en el puesto 88 en la lista 100 años... 100 películas del American Film Institute, 10 años después, volvió a aparecer en el puesto 84 de la versión actualizada de la lista. En 1998, la película fue considerada «cultural, histórica y estéticamente significativa» por la Biblioteca del Congreso de Estados Unidos y seleccionada para su preservación en el National Film Registry.

### Legado
Su importancia histórica es indiscutible y se convirtió en uno de los precedentes y principal propulsor del nuevo cine estadounidense que se hizo en la década de 1970. Junto con Bonnie y Clyde y El Graduado, Easy Rider ayudó a poner en marcha la era del Nuevo Hollywood durante finales de la década de 1960 y la década de 1970. Los grandes estudios se dieron cuenta de que se podía ganar dinero con películas de bajo presupuesto realizadas por directores de vanguardia. Muy influenciadas por la Nueva Ola francesa, las películas del llamado "Hollywood posclásico" llegaron a representar a una generación contracultural cada vez más desilusionada con su gobierno, así como con los efectos de éste en el mundo y en el establishment en general. Aunque Jack Nicholson solo aparece como actor secundario y en la última mitad de la película, su destacada actuación marcó su inicio como estrella de cine, junto con su posterior película Five Easy Pieces, en la que tuvo el papel principal. El vicepresidente Spiro Agnew criticó Easy Rider, junto con la banda Jefferson Airplane, como ejemplos de la permisividad de la contracultura de los años 60.
El éxito de la película, y la nueva era de Hollywood que ayudó a inaugurar, le dieron a Hopper la oportunidad de volver a dirigir con total control artístico. El resultado fue The Last Movie (La última película), de 1971, que fue un notable fracaso de taquilla y con la crítica, y que puso fin a la carrera de Hopper como director durante más de una década. También le dio a Fonda la oportunidad de dirigir con The Hired Hand (1971), aunque rara vez volvió a producir.